# Malus sikkimensis
Malus sikkimensis är en rosväxtart som först beskrevs av Theodor Wenzig, och fick sitt nu gällande namn av Emil Bernhard Koehne. Malus sikkimensis ingår i släktet aplar, och familjen rosväxter. Inga underarter finns listade i Catalogue of Life.

## Bildgalleri

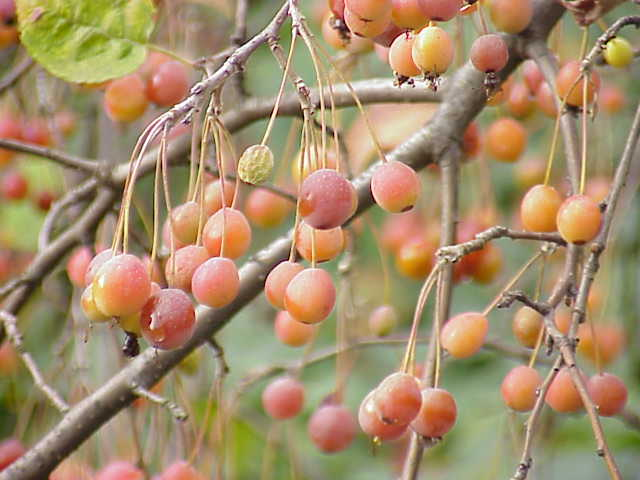
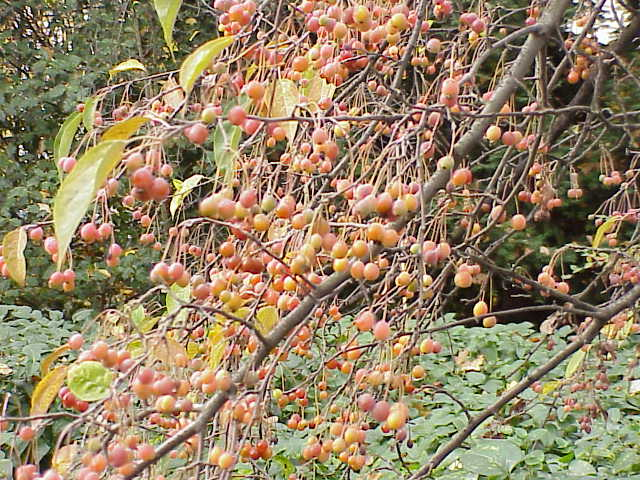
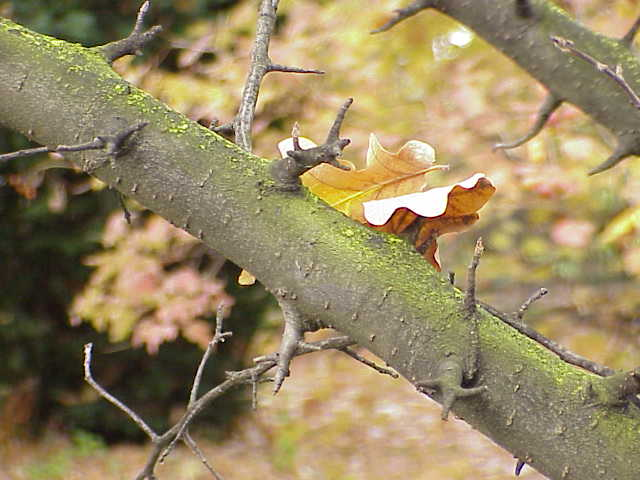
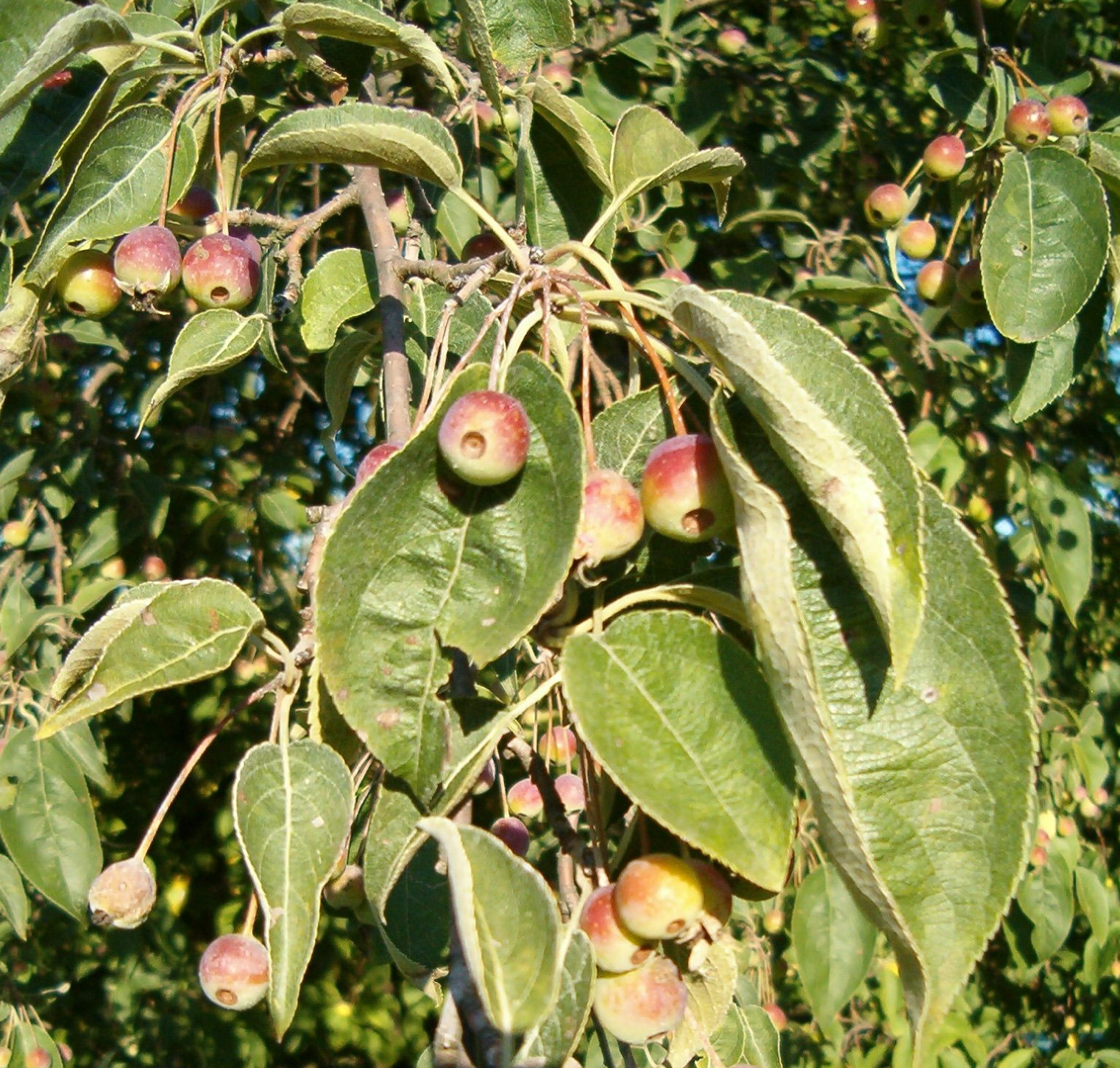
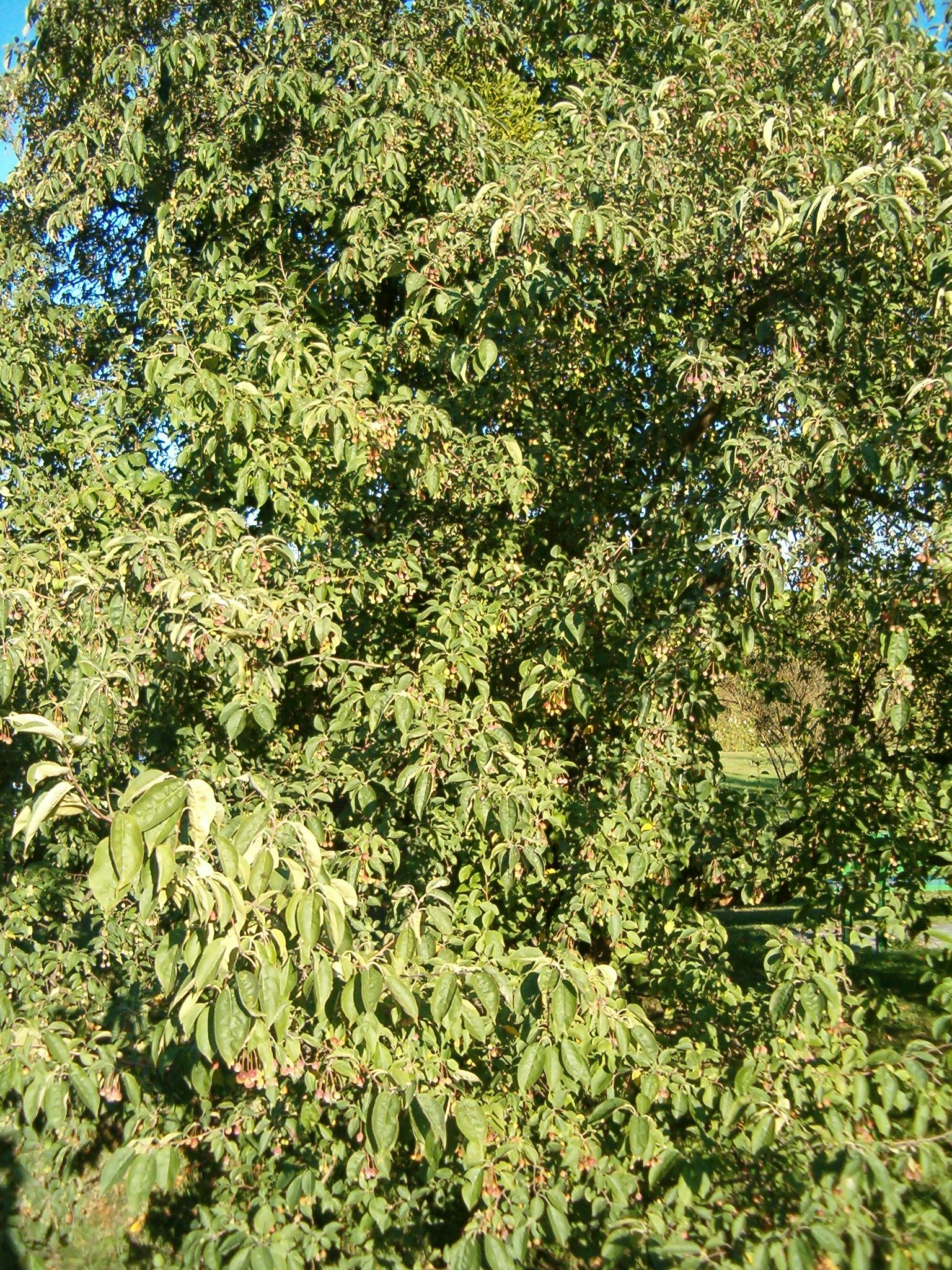
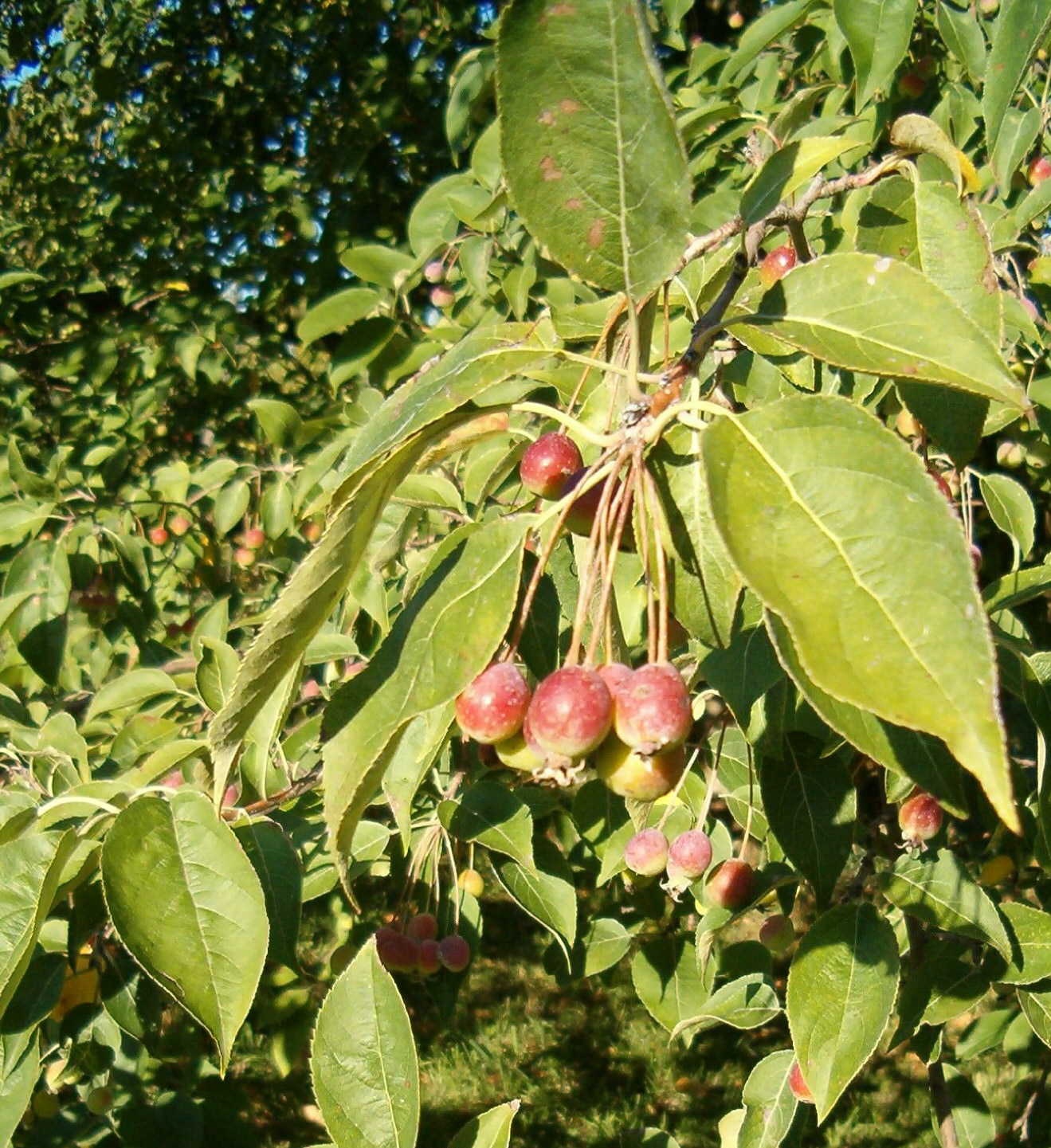